# 1783 en France
Chronologie de la France
- 1779
- 1780
- 1781
- 1782
- 1783
- 1784
- 1785
- 1786
- 1787

Cette page concerne l’année 1783 du calendrier grégorien.

## Événements
- 19 mars : un arrêt du conseil d’État fonde l’École des Mines de Paris[1].
- 29 mars : démission de Joly de Fleury. Il est remplacé aux Finances par Henri d’Ormesson[2].

- 5 avril : arrêt du conseil qui ordonne un emprunt d’un capital de 24 millions, remboursable en 8 ans par forme de loterie[1].

- 4 juin, Annonay : démonstration aux États particuliers du Vivarais d’un ballon à air chaud inhabité mis au point par les frères Montgolfier[3].

- 11 juillet : maximum des températures à Paris : 36,3°[4].

- 27 août : démonstration à Paris sur le Champ-de-Mars d’un ballon gonflé à l’hydrogène mis au point par le physicien Jacques Charles[3].

- 3 septembre :
  - le traité de Paris met un terme à la guerre d’indépendance des États-Unis d’Amérique[5].
  - paix entre la France, l’Espagne et la Grande-Bretagne au traité de Versailles. La Grande-Bretagne restitue à l’Espagne Minorque et la Floride, mais garde Gibraltar. La France récupère ses comptoirs en Inde et au Sénégal de plus la Grande-Bretagne lui cède quelques îles aux Antilles[5].
- 7 septembre : dissolution de la communauté monastique de l’abbaye St Martin du Canigou, construite dans la montagne, sur les pentes du Canigou, au début du XIe siècle[6].
- 16 septembre : début des vendanges en Bourgogne. La récolte est compromise par les pluies en Languedoc[4].
- 19 septembre : vol d’une montgolfière (air chaud) à Versailles avec des animaux (un mouton, un coq et un canard) car le roi ne permet que des hommes s’installent dans la nacelle[3].

- 4 octobre : arrêt du Conseil portant emprunt d’un capital de 24 millions, remboursable en 8 ans avec des lots, lequel coûte au-dessus des intérêts à 5 %[7].
- 24 octobre :
  - un arrêt du Conseil résilie le bail de la Ferme générale, qui est converti en régie. La protestation des fermiers généraux provoque la chute de d’Henri d’Ormesson. Son successeur Calonne le rétablit le 9 novembre[1].
  - Louis XVI achète le château de Rambouillet pour 16 millions de livres[1].

- 3 novembre : Calonne devient ministre des finances après le renvoi d'Henri d’Ormesson (fin en 1787)[2]. Pour relancer la confiance, il pratique une politique de dépenses publiques (canaux, urbanisme, spéculation boursière) qui place le pays, ruiné par la guerre américaine, dans une situation catastrophique.
- 21 novembre : Joseph et Étienne Montgolfier réalisent la première ascension aérienne d’une montgolfière (gonflée à l’air chaud) pilotée par Jean-François Pilâtre de Rozier et François Laurent d’Arlandes[3].

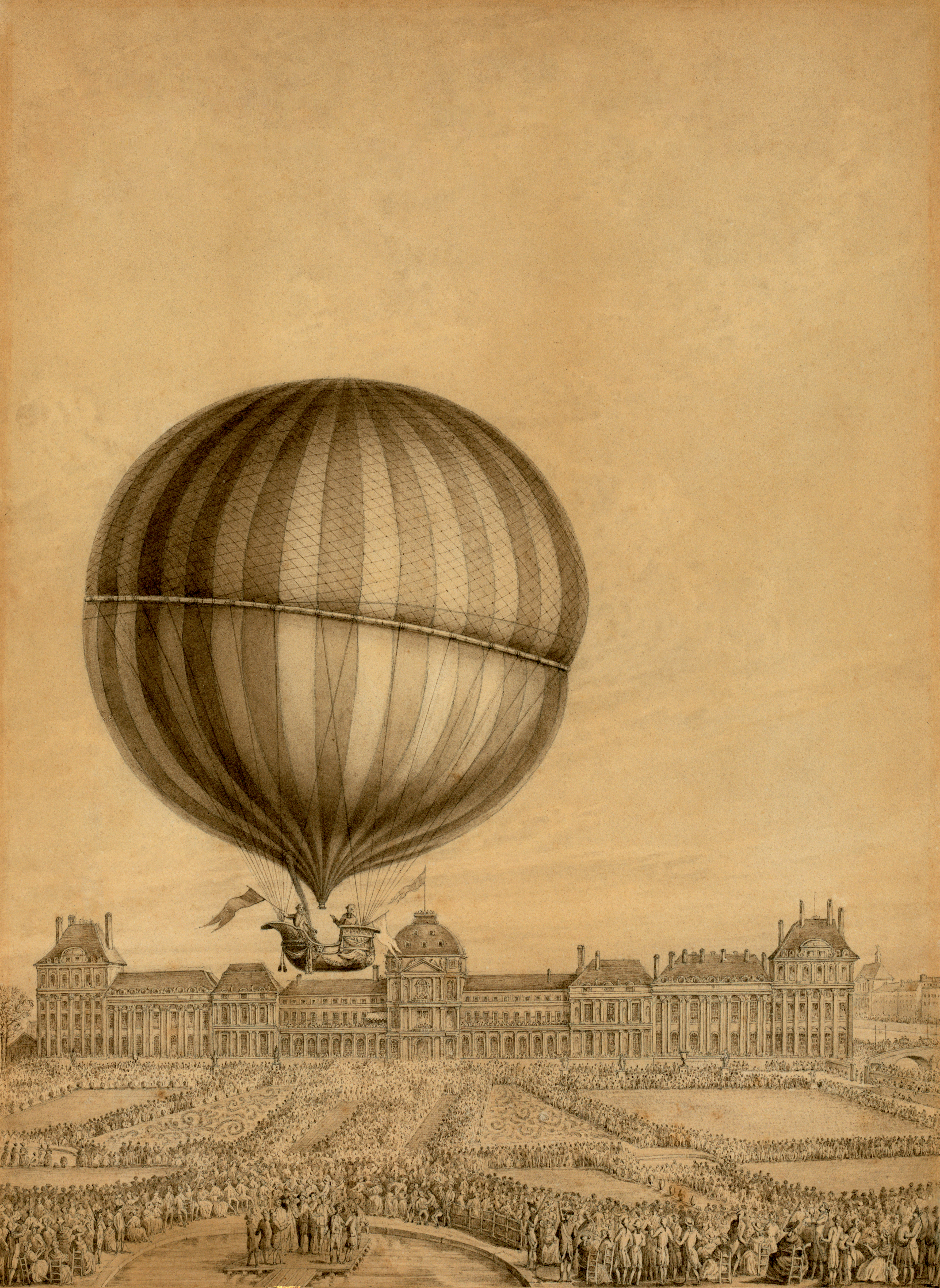
Premier voyage aérien exécuté dans un aérostat à gaz hydrogène par Jacques Charles et Marie-Noël Robert. Le 1er décembre 1783. Départ des Tuileries.

- 1er décembre : le physicien français Jacques Charles et Marie-Noël Robert s’envolent dans le premier ballon gonflé à l’hydrogène[3].
- 14 décembre : début d’un hiver long et rigoureux avec 69 jours de gelée consécutifs à Laon (fin le 21 février 1784)][8].
- 26 décembre : expérience de descente en parachute du haut de la tour de la Babote à Montpellier par Louis-Sébastien Lenormand[9].
- 30 décembre : minimum des températures à Paris : -19,1°[8].
- Décembre : édit portant emprunt de 100 millions à lots et en rentes viagères à 9 %[1].

## Naissances en 1783
- 23 janvier : Henri Beyle, dit Stendhal, romancier français († 1842).
- 28 février : Alexis Billiet, cardinal français, archevêque de Chambéry († 30 avril 1873).

## Décès en 1783
- 27 septembre : Étienne Bézout, mathématicien français.
- 29 octobre : Jean le Rond d’Alembert, mathématicien et philosophe français.